# Гранит (округ)
Округ Гранит (англ. Granite County) располагается в штате Монтана, США. Официально образован в 1893 году. По состоянию на 2010 год, численность населения составляла 3 079 человек.

## География
По данным Бюро переписи США, общая площадь округа равняется 4 488,474 км2, из которых 4 472,934 км2 суша и 14,504 км2 или 0,300 % это водоёмы.

## Климат
Климат округа Гранит преимущественно меняется от полузасушливого до влажного континентального, которые согласно системе классификации климатов Кёппена, сокращённо обозначаются на климатических картах аббревиатурами «BSk» и «Dfb» соответственно.
Зима длинная и сухая, но относительно мягкая, а лето тёплое и заметно более влажное.

## Население
По данным переписи населения 2000 года в округе проживает 2 830 жителей в составе 1 200 домашних хозяйств и 784 семей. Плотность населения составляет 1,00 человек на км2. На территории округа насчитывается 2 074 жилых строений, при плотности застройки менее 1,00-го строения на км2. Расовый состав населения: белые — 96,25 %, афроамериканцы — 1,27 %, коренные американцы (индейцы) — 0,14 %, азиаты — 0,04 %, гавайцы — 0,46 %, представители других рас — 1,84 %, представители двух или более рас — 0,00 %. Испаноязычные составляли 1,27 % населения независимо от расы.
В составе 27,10 % из общего числа домашних хозяйств проживают дети в возрасте до 18 лет, 54,70 % домашних хозяйств представляют собой супружеские пары проживающие вместе, 7,40 % домашних хозяйств представляют собой одиноких женщин без супруга, 34,60 % домашних хозяйств не имеют отношения к семьям, 30,10 % домашних хозяйств состоят из одного человека, 12,30 % домашних хозяйств состоят из престарелых (65 лет и старше), проживающих в одиночестве. Средний размер домашнего хозяйства составляет 2,33 человека, и средний размер семьи 2,91 человека.
Возрастной состав округа: 24,20 % моложе 18 лет, 5,70 % от 18 до 24, 23,30 % от 25 до 44, 30,80 % от 45 до 64 и 30,80 % от 65 и старше. Средний возраст жителя округа 43 лет. На каждые 100 женщин приходится 105,10 мужчин. На каждые 100 женщин старше 18 лет приходится 102,60 мужчин.
Средний доход на домохозяйство в округе составлял 27 813 USD, на семью — 33 485 USD. Среднестатистический заработок мужчины был 26 250 USD против 17 961 USD для женщины. Доход на душу населения составлял 16 636 USD. Около 13,90 % семей и 16,80 % общего населения находились ниже черты бедности, в том числе — 24,20 % молодежи (тех, кому ещё не исполнилось 18 лет) и 8,50 % тех, кому было уже больше 65 лет.